# 欧州不正対策局

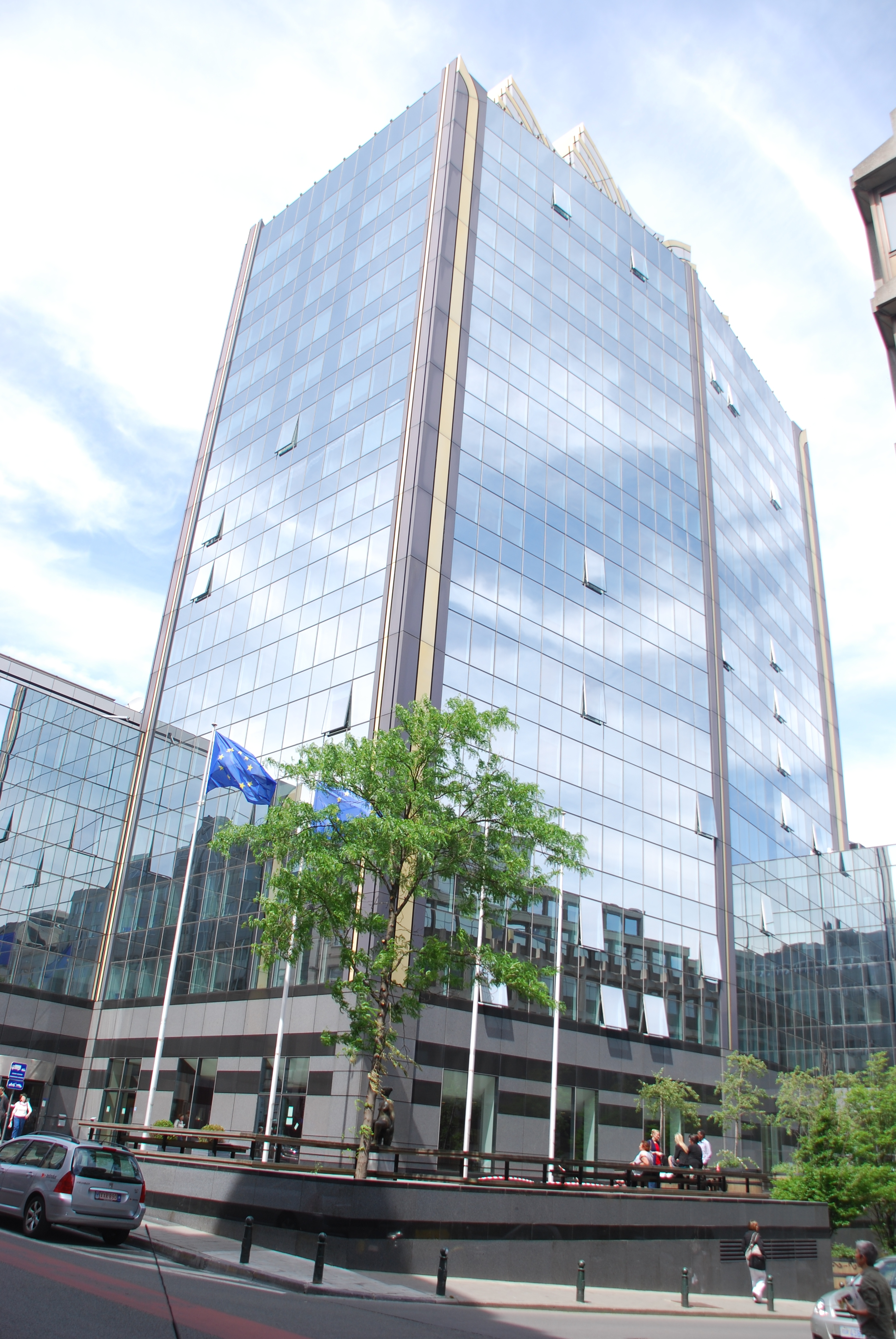
欧州不正対策局, Rue Joseph II, ブリュッセル＝ヴィル

欧州不正対策局（おうしゅうふせいたいさくきょく、フランス語: Office Européen de Lutte Anti-Fraude, OLAF）は、欧州連合の機構における汚職や不祥事などの違法行為のほか、欧州連合の財政に関する不正を取り締まることで、説明責任や透明性、適正支出などの観点から欧州連合の経済的利害関係を保護する部局。
欧州不正対策局は完全に独立した地位で内部・外部調査を実施し、その任務を果たす。また加盟国の所轄官庁と自らの活動を調整するために、緊密かつ規律のある協力関係を構築することや、加盟国に対しては不正対策の取り組みに必要な支援や専門知識を提供することも行っている。欧州不正対策局は欧州連合の不正対策の構築に寄与し、関連法令の強化を率先している。
欧州不正対策局は行政上の捜査機関であり、司法上の判断や懲罰を科す権限、国内の検察当局に対して行動を指示する権限は与えられていない。

## 機構
欧州不正対策局は欧州委員会の総合サービス部門の一部局であるが、調査活動に関しては完全に独立した立場で任務にあたる。2005年7月の特別報告書において、欧州会計監査院は次のように報告している。
"the hybrid status of the Office, which has investigative autonomy but reports to the Commission for its other duties, has not adversely affected the independence of its investigative function. Being part of the Commission, the Office has been able not only to benefit from substantial administrative and logistical support, but also to take advantage of the anti-fraud legislation that is available to Commission departments"
（日本語訳）欧州不正対策局の複合的な地位は、調査に関しては自律的ではあるが、欧州委員会に対しては欧州委員会以外の行為に対して報告しており、このことがかえって欧州不正対策局の捜査機関としての独立性に影響を及ぼさないものである。欧州委員会の一部であるために、欧州不正対策局は十分な行政支援・後方支援を受けることができるだけでなく、他の欧州委員会の部局でも可能である不正対策に関する法案作成について優位な立場にある。
欧州不正対策局の局長は任期が7年で、欧州委員会と欧州議会、欧州連合理事会の間での合意に基づき指名される。再選は不可。現在の局長は、2011年2月に就任したイタリアの元検事ジョヴァンニ・ケスラーである。
欧州不正対策局にはおよそ400人の職員と160人の捜査員が所属している。

## 沿革
欧州不正対策局は欧州議会からの強い圧力を受けて1999年に創設された。前身の不正対策調整部 (UCLAF: Unité de coordination de lutte anti-fraude) は、欧州委員会の不正対策の1部局であったが、欧州連合の諸機関内の不正に対する取り締まりに関して、その能力には不十分な点があった。欧州不正対策局の創設はサンテール委員会を総辞職に至らしめたエディット・クレッソンの不正行為が告発されたことによる。
欧州不正対策局の業務に関する評価は先述の欧州会計監査院の特別報告書に記載されている。
欧州議会は2005年7月、欧州不正対策局の発足以来の6年間の実績について公聴会において評価している。また
イギリス貴族院では2006年11月の報告書で次のとおり評している。
"On the basis of the evidence we have received we emphatically refute claims that OLAF is too close to the Commission or that the Commission seeks to divert and influence OLAF’s investigative activities".
"We are content with the extent of the investigations which OLAF has undertaken."
（日本語訳）証拠に基づき、欧州不正対策局が欧州委員会と過度に緊密な関係を持つ、欧州委員会が欧州不正対策局の捜査活動を歪曲し、影響力を及ぼしているといった主張は否定される。
欧州不正対策局の捜査活動の範囲は満足できるものである。

## 事例

### たばこ会社の密輸事件
欧州不正対策局の捜査に基づき、欧州委員会と欧州連合加盟10か国は欧州不正対策局の協力の下で、国際的なたばこ会社3社をアメリカ国内の裁判所において提訴していた。告発内容によると3社は流通経路として密輸という手段を用いたとされて、その後3社のうち1社は欧州連合に損害賠償としておよそ10億ユーロを支払うとした決定に同意した。

### ユーロスタット事件
欧州不正対策局の活動において政治的に最も繊細なものとされるのが欧州委員会統計局 (ユーロスタット) の不正事件である。2003年、この事件は当時のプローディ委員会で重大な政治問題に発展し、欧州不正対策局自体も捜査を開始したのが2002年に事件の報道がなされた後だったということで非難を浴びた。

### ティラック事件
欧州不正対策局は2004年、内部において情報漏洩の確認を目的とした捜査を行った過程において追及を受けることになった。2002年2月、ユーロスタットの事件について記事を書いていたドイツ・シュテルン誌のブリュッセル特派員ハンス＝マルティン・ティラックなどのジャーナリストにより欧州不正対策局の機密文書の内容を含む記事が出され、それにより欧州不正対策局がユーロスタットの重大な不正行為を捜査していることが暴露された。2年後、欧州不正対策局は元欧州委員会スポークスマンによる声明に基づき、ティラックは金銭と引き換えに内部文書を入手し、その情報をベルギー検察庁に渡していたと主張した。2004年欧州不正対策局の要求に従い、ベルギー裁判所はブリュッセルにあるティラックの自宅と事務所の捜索をベルギー検察庁に命じ、記録や携帯電話を押収した。同じ情報に基づき、ドイツにおいて当局は捜査を開始したものの、事務所の捜索は行わないと決定した。捜査を実施する理由が、このころティラックが実際にはブリュッセルからハンブルクに移っていた一方で、ティラックが希望していたワシントンへの異動が発令されたものだからというものだったが、どうしてそのようなことが言えるのかは明快でない点がある。本件捜査はジャーナリストの情報源を保護するという原則を侵害する意図があるとして各方面から非難を浴びた。
その後ティラックはドイツ、ベルギー国内と欧州司法裁判所において訴訟を提起した。ドイツ国内の裁判所でティラックは声明を発表した欧州委員会の元スポークスマンを相手にする訴訟を提起したが、元スポークスマンが欧州委員会の職員に与えられている訴追免除の権利を申し立てたを受けて、その訴えは認められなかった。ベルギーにおいても、欧州人権条約第10条に触れるものではなく、またベルギー法には当時ジャーナリストの情報源を保護する規定は存在しなかったため、ティラックの訴えは棄却された。その後ティラックは2006年9月、ベルギーを相手に欧州人権裁判所で訴訟を提起した。また国際ジャーナリスト連盟の支援を受けて、ティラックは欧州不正対策局を欧州司法裁判所に訴えたが、その訴えはすべて退けられた。
政治レベルでは、ティラックは欧州オンブズマンに対して苦情を申し立てており、オンブズマンは2005年5月の特別報告書において、欧州不正対策局はティラックに対する主張において誤認による声明を発表したことを認め、欧州議会は必要な決議の採択を検討するべきであると勧告した。ところが欧州議会は欧州司法裁判所の最終的な判断を待つことを決めた。